# بازيليسق (جنس)
الحَقْحَق أو البازيليسق (بالإنجليزية: Basiliscus) هو نوع من السحالي تعيش في جنوب المكسيك وأمريكا الوسطى وأمريكا الجنوبية. هذا الحيوان معروف بأنه يستطيع الجري فوق سطح الماء. تصل سرعته على سطح الماء إلى نحو 12 كيلومتر في الساعة. قدماه مزودة بأغشية بحيث تسمح بتكون وسائد هوائية تحت قدماه فيستطيع الجري فوق سطح الماء. عندما يجري على الماء فعو يجري على الرجلين الخلفيتين فقط.

## جسمه

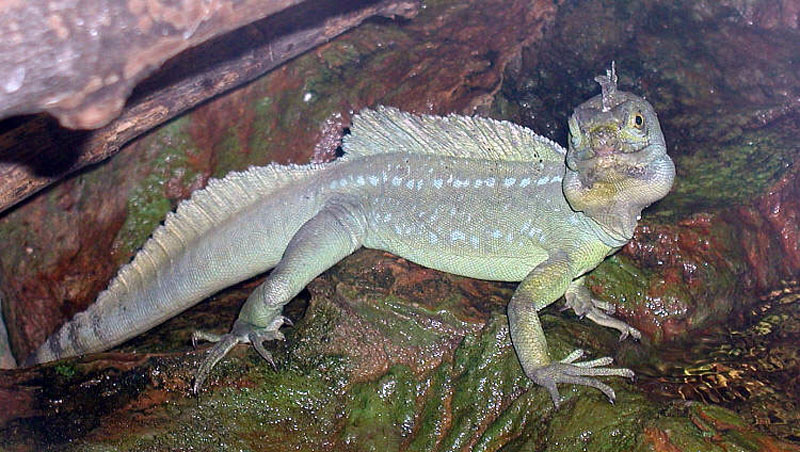
البازيليسق.

البازيليسق يشبه في شكله السحلية الخضراء أو البنية اللون وعلى جسمه بقع زرقاء. عيناه صفراء اللون. يبلغ طوله عادة بين 70 - 75 مليمتر ويزن نحو 80 جرام. له عرف شوكي ممتدا على ظهره مثل الشراع، مقسم إلى ثلاثة أجزاء بين رأسه وظهره وذيله، على رأسه تشبه العرف.
يأتي اسمه عن الكلمة اليونانية (basilískos ،(βασιλίσκος ومعناها «الملك الصغير». يوصف في كتاب Systema Naturae بأنه «مزيج» striped.

## الجري فوق سطح الماء
يجري البازيليسق أحيانا على رجلين. كما يتميز بقدرة الجري على الماء، ولهذا أطلق عليه أيضا اسم «سحلية السيد المسيح»

تبلغ سرعته على الماء نحو 5و1 متر في الثانية لمسافة نحو 5و4 متر ثم يغطس في الماء ويعوم. توجد بين اصابعه أغشية تساعده في الجري على الماء. كما يستطيع المشي على الأربع على سطح الماء، وعندئذ تزداد المسافة التي يقطعها فتصل إلى نحو 6 متر.

## الدفاع

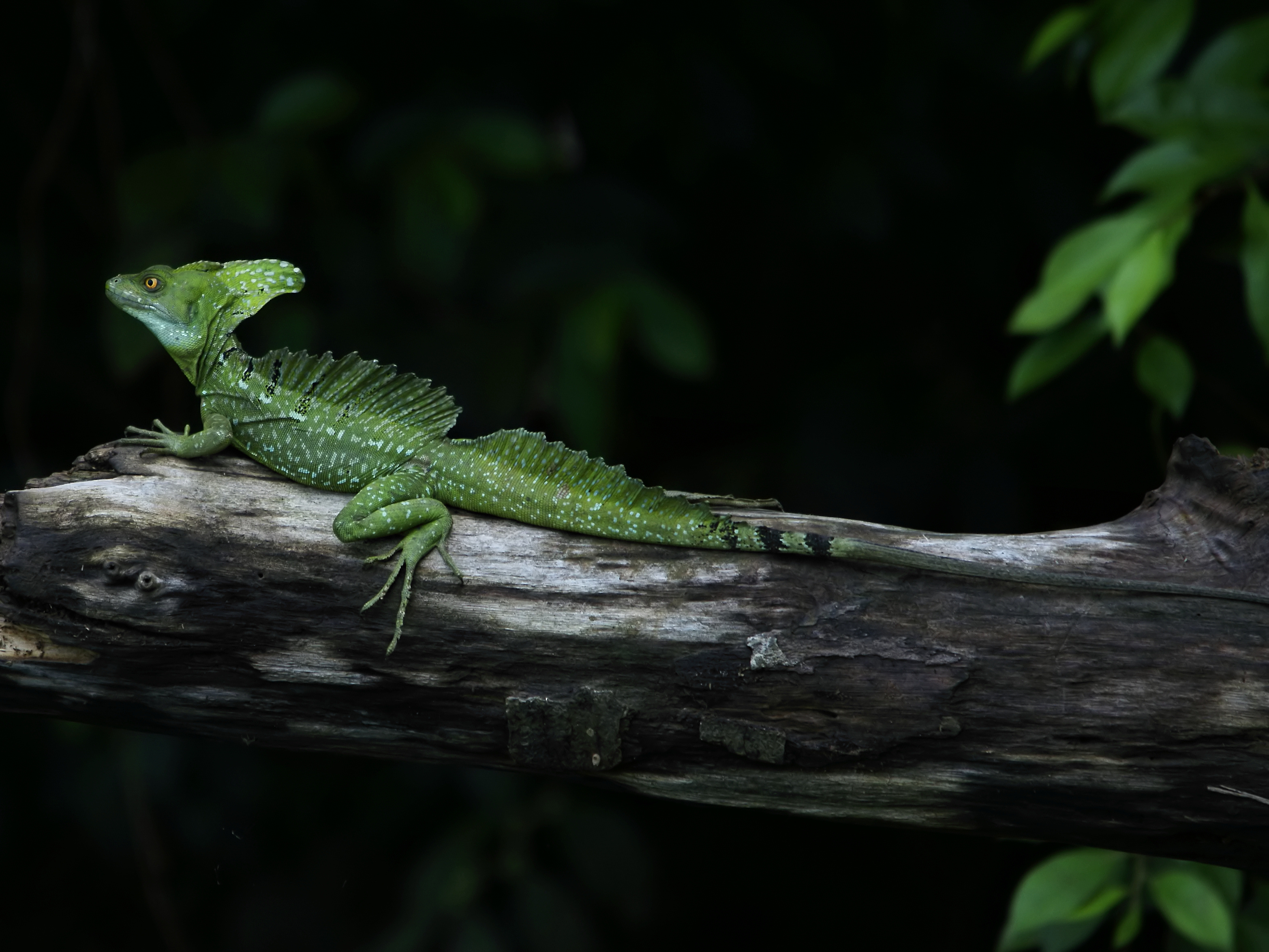

بالإضافة إلى استطاعة البازيليسق الجري فوق سطح الماء، فهو يستطيع أيضا الاختفاء تحت الرمل. أنفه مزودة بحواجب تمنع دخول الرمل فيها.

## مناطق معيشته
يعيش البازيليسق في الغابات الاستوائية في أمريكا الوسطى وأمريكا الجنوبية. فهو يوجد في جنوب المكسيك وفي إكوادور وفنزويلا. وقد وجد حاليا في فلوريدا بأمريكا الشمالية، حيث تأقلم على المياه الباردة. كما شوهد في «نهر سانت لوسي» بالولايات المتحدة الأمريكية.

## اقرأ أيضا
- حرباء
- حرباء النمر
- حرباء شائعة
- حرباء محجبة
- سحلية